# П'єве-Сан-Джакомо
П'єве-Сан-Джакомо (італ. Pieve San Giacomo) — муніципалітет в Італії, у регіоні Ломбардія,  провінція Кремона.
П'єве-Сан-Джакомо розташовані на відстані близько 410 км на північний захід від Рима, 90 км на південний схід від Мілана, 12 км на схід від Кремони.
Населення — 1627 осіб (2014).

## Демографія
Населення за роками:

Станом на 1 січня 2023 року в муніципалітеті офіційно проживало 210 іноземців з 20 країн, серед них 33 громадяни країн Євросоюзу та 6 громадян України.

## Сусідні муніципалітети
- Каппелла-де'-Піченарді
- Челла-Даті
- Чиконьоло
- Деровере
- Соспіро
- Весковато